# Pentti Karvonen
Pentti Kalevi Karvonen (* 15. August 1931 in Koivisto; † 12. März 2022 in Porvoo) war ein finnischer Hindernisläufer.

## Biografie
Pentti Karvonen wurde er bei den Leichtathletik-Europameisterschaften 1954 Vierter über 3000 m Hindernis in einer Zeit von 8:55,2 min. Am 1. Juli 1955 stellte er in Helsinki mit 8:47,8 min einen Weltrekord auf, den er am 15. Juli in Oslo auf 8:45,4 min verbesserte. Aufgrund eines Magengeschwürs konnte er bei den Olympischen Sommerspielen 1956 in Melbourne nicht teilnehmen.
Bei den Olympischen Spielen 1960 schied er im Vorlauf des 3000 m Hindernis-Wettkampfs aus.
1955 und 1960 wurde er Finnischer Meister.
Von Beruf war Karvonen Uhrmacher.